# The Craft (película)
The Craft (Jóvenes y brujas en España y Jóvenes brujas en Hispanoamérica) es una película de terror sobrenatural estadounidense de 1996 dirigida por Andrew Fleming y protagonizada por Robin Tunney, Fairuza Balk, Neve Campbell y Rachel True. La trama de la película se centra en un grupo de cuatro adolescentes marginadas que practican la brujería en beneficio propio, pero pronto encuentran repercusiones negativas. 
La película fue lanzada el 3 de mayo de 1996 por Columbia Pictures y fue un éxito instantáneo, ganando $55 millones con un presupuesto de $15 millones. En los años transcurridos desde su lanzamiento, se ha convertido en película de culto.

## Argumento
Sarah Bailey (Robin Tunney) siempre se ha sentido diferente a los demás jóvenes de su edad y se debe principalmente a que puede provocar fenómenos extraños a su alrededor, sobre todo cuando se encuentra en situaciones límite. La historia inicia cuando Sarah se muda a Los Ángeles junto a su padre (Cliff De Young) y su madrastra. allí debe ingresar a un nuevo colegio, la Academia Católica St. Benedict's y conseguir nuevos amigos ya que intenta superar la mala experiencia de la muerte de su madre y un intento de suicidio del que fue salvada a tiempo. 
Inicialmente Sarah conoce a un muchacho llamado Chris Hooker (Skeet Ulrich), de quien se siente atraída a pesar de que algunas personas le han insinuado que no es buena idea estar cerca suyo. Un día una compañera suya llamada Bonnie descubre como en un momento de ocio Sarah se entretiene moviendo un lápiz con la mente, por lo que le habla de ella a sus amigas, quienes tienen interés en la magia, a lo que Sarah contesta con evasivas ya que desea una vida sin "anormalidades". Tras salir en una cita con Chris le pide no mantener relaciones ya que es virgen y lo considera un paso importante; Chris se muestra respetuoso y comprensivo, sin embargo, al volver a clases Sarah se entera de que el joven ha esparcido historias sobre como ambos tuvieron sexo, y que ahora su reputación ha sido destruida.
Relegada y humillada por todos en el colegio, solo es aceptada por el grupo al que todos temen: el trío de singulares chicas que visten de manera extraña y se comportan misteriosamente. Los demás chicos aseguran que son brujas, que practican la magia oscura y realizan encantamientos. Cuando Sarah intenta hacer un primer acercamiento, Nancy (Fairuza Balk), aparentemente la líder, la rechaza con indiferencia. Bonnie (Neve Campbell), quien descubrió el don especial de Sarah, insiste en incluirla puesto que ella podría ser la "cuarta" con la que finalmente podrían invocar a los cuatro puntos cardinales para un ritual especial. Ellas le hablan de un ente pagano llamado Manon que no es bueno ni malo, sino más bien una fuerza elemental de la Naturaleza en la que todo se unifica; en palabras de las muchachas "Si Dios y el Diablo jugaran fútbol, Manon sería el estadio...". 
Gracias al poder de Sarah, son capaces ahora de realizar magia real y experimentan con la levitación, la hechicería, la fascinación, entre otros rituales. Durante la iniciación de Sarah, las chicas piden deseos particulares. Sarah pide que Chris (el chico más popular de la escuela, quien esparció rumores sobre ella) se enamore de ella en castigo, Rochelle (Rachel True) desea que la popular Laura Lizzie (Christine Taylor) deje de molestarla por ser afrodescendiente, por lo que la maldice para que quede calva y Bonnie pide ser curada de las cicatrices por quemadura que le desfiguraron la espalda. Aparentemente, Nancy no ha pedido nada dejándose llevar por los celos que le provoca la relación entre Chris y Sarah ya que ella siempre ha estado interesada en él, pero años atrás este solo la usó para tener sexo y posteriormente la humilló. En pocos días, los deseos se han vuelto realidad para ellas y Nancy se siente relegada pero en un arranque de furia, provoca la muerte de su padrastro quedando su madre y ella cubiertas por una cuantiosa suma de la aseguradora. 
Poco a poco y gracias a los favores recibidos, sus amigas se vuelven orgullosas y abusivas, Bonnie se vuelve narcisista al verse libre de sus cicatrices, Rochelle actúa aún más pedante y maleducada de lo que Laura fue y Nancy está embriagada de poder, el cual usa sin medirse para desagrado de Sarah a la vez vez que debe soportar a un obseso Chris Hooker, cuando pierde el control de su encantamiento. Al tratar de averiguar la manera de revertir el hechizo, Sarah recibe consejo de una clarividente llamada Lirio (Assumpta Serna), que maneja una pequeña tienda de artículos mágicos al que sus amigas eran asiduas; esta le había advertido que un hechizo de amor tendría consecuencias funestas y que sería intenso e irreversible, pero Sarah en un inicio creyó que estos sería positivo a sus intereses. Posteriormente, deciden realizar el ritual supremo de invocación para Manon en el que Nancy pide obtener todo el poder que Manon puede ofrecer, obteniendo una magia considerablemente mayor a los de sus amigas.
Sarah acepta una cita con Chris para hablar de sus sentimientos y hacerle intentar razonar, pero él la agrede e intenta violarla poseído por el encantamiento de amor. Sarah huye en busca de ayuda con sus amigas pero Nancy decide usar su venganza particular con Chris para hacerlo pagar y luego de engañarlo, lo asesina con ayuda de la magia obtenida por Manon. Después de la muerte de Chris, Sarah intenta desvincularse de sus amigas pero ellas no aceptan su conducta y la atormentan con pesadillas y amenazas de muerte, de la misma forma intenta usar su magia para contener los abusos de Nancy, pero el poder de esta es tan grande que es inmune a sus conjuros. Sarah acude entonces a Lirio quien le dice que para vencer a Nancy debe invocar a Manon para obtener su favor, por lo que repite el ritual que le otorgara poder a su amiga, pero antes que la invocación se complete, Nancy la obliga a huir con una aterradora ilusión. 
Al llegar a casa, Sarah descubre que su padre y madrastra han desaparecido, según se entera ambos fallecieron en un misterioso accidente. Entonces Nancy, Bonnie y Rochelle usan sus poderes para asustarla y hacer que se suicide como alguna vez lo intentó. Sarah trata de escapar pero su casa está infestada de sabandijas desagradables. Bonnie y Rochelle parecen dudosas de lo que hacen pero Nancy está dispuesta a matar a Sarah por lo que le corta las venas para que muera de la misma forma que cuando intentó suicidarse. Sarah usa la duda de sus otras dos cofrades para asustarlas y crear alucinaciones de las que huyen quedando en casa Nancy y Sarah solas listas para un duelo final. 
Sarah invoca a Manon y completa el ritual con ayuda del espíritu de su difunta madre (quien también era bruja natural, según revelaciones de Lirio) y tras obtener el poder de la ceremonia se enfrenta a Nancy y le hace saber que Manon esta furioso ya que ha abusado de los dones que él le otorgó; cuando su antigua amiga intenta atacarla, Sarah logra superar con facilidad el poder de Nancy ya que a diferencia de esta poseía magia y poder por naturaleza. Al tratar de atar a Nancy para quitarle sus poderes mágicos, esta la ataca e inicia una lucha que finalmente Sarah gana.
Días después, Sarah se encuentra en su casa junto a su padre (La noticia del accidente había sido una ilusión de sus compañeras). Bonnie y Rochelle la visitan para averiguar si aún tiene poderes ya que ellas los han perdido, fingiendo amabilidad y excusando su comportamiento asegurando que fueron obligadas por Nancy a cometer esos actos; Sarah las trata con amable frialdad y tras una breve charla se despiden. Mientras se retiran de la casa creen que Sarah también ha perdido sus poderes y se burlan ignorando que puede oírlas, Sarah provoca que un rayo desprenda una rama del árbol del jardín que casi las aplasta mientras comenta: "Mejor cuídense, podrían terminar igual que Nancy", quien se encuentra internada en una institución mental al no poder soportar haber perdido todo su gran poder.

## Reparto
- Robin Tunney como Sarah Bailey.
- Neve Campbell como Bonnie.
- Fairuza Balk como Nancy Downs.
- Rachel True como Rochelle.
- Assumpta Serna como Lirio.
- Skeet Ulrich como Chris Hooker.
- Christine Taylor como Laura Lizzie.
- Cliff De Young como el Sr. Bailey
- Breckin Meyer como Mitt.
- Helen Shaver como Grace Downs.
- Brenda Strong como la doctora.

## Secuela
En mayo de 2016, la distribuidora Sony Pictures anunció que la secuela de The Craft entraría en producción y sería escrita y dirigida por Leigh Janiak. Tras el anuncio, muchos fanes de la película original reaccionaron con mala actitud, así como Fairuza Balk, quien declaró que sería "en general" una mala idea.La secuela, titulada The Craft: Legacy, fue dirigida y escrita por Zoe Lister-Jones, protagonizada por Cailee Spaeny, Nicholas Galitzine, David Duchovney y Michelle Monaghan, y estrenada en 2020.

## Banda sonora
La banda sonora de The Craft se publicó en 1996 a través de Columbia Records y contó con la participación de diversas agrupaciones de música alternativa, la mayoría de las cuales interpreta versiones de otros artistas. Críticos como Stephen Thomas Erlewine y Lex Marburger reseñaron negativamente el álbum y se refirieron a sus canciones como inferiores a las originales. Otras reseñas posteriores la destacaron como un buen acompañamiento a la película y una buena representación de la cultura noventera. Adicionalmente a la banda sonora, el filme contó con música cinematográfica de Graeme Revell.

### Lista de canciones
| N.º | Título                     | Escritor(es)                                                           | Intérprete(s)    | Duración |  |
| 1.  | «Tomorrow Never Knows»     | John Lennon, Paul McCartney                                            | Our Lady Peace   | 4:14     |  |
| 2.  | «I Have the Touch»         | Peter Gabriel                                                          | Heather Nova     | 4:17     |  |
| 3.  | «All This and Nothing»     | Vinnie Dombroski                                                       | Sponge           | 4:19     |  |
| 4.  | «Dangerous Type»           | Ric Ocasek                                                             | Letters to Cleo  | 3:39     |  |
| 5.  | «How Soon Is Now?»         | Steven Morrissey, John Marr                                            | Love Spit Love   | 4:25     |  |
| 6.  | «Dark Secret»              | Matthew Sweet                                                          | Matthew Sweet    | 4:04     |  |
| 7.  | «Witches Song»             | Marianne Faithfull Joe Mavety Barry Reynolds Terry Stannard Steve York | Juliana Hatfield | 4:35     |  |
| 8.  | «Jump Into the Fire»       | Harry Nilsson                                                          | Tripping Daisy   | 5:45     |  |
| 9.  | «Under the Water»          | Jewel Kilcher, Ralph Sall                                              | Jewel            | 4:58     |  |
| 10. | «Warning»                  | Tim DeLaughter, Ralph Sall                                             | All Too Much     | 4:44     |  |
| 11. | «Spastica»                 | Justine Frischmann                                                     | Elastica         | 2:31     |  |
| 12. | «The Horror»               | Bryce Goggin                                                           | Spacehog         | 4:49     |  |
| 13. | «Bells, Books and Candles» | Graeme Revell                                                          | Graeme Revell    | 4:47     |  |